# Paula Salomon-Lindberg

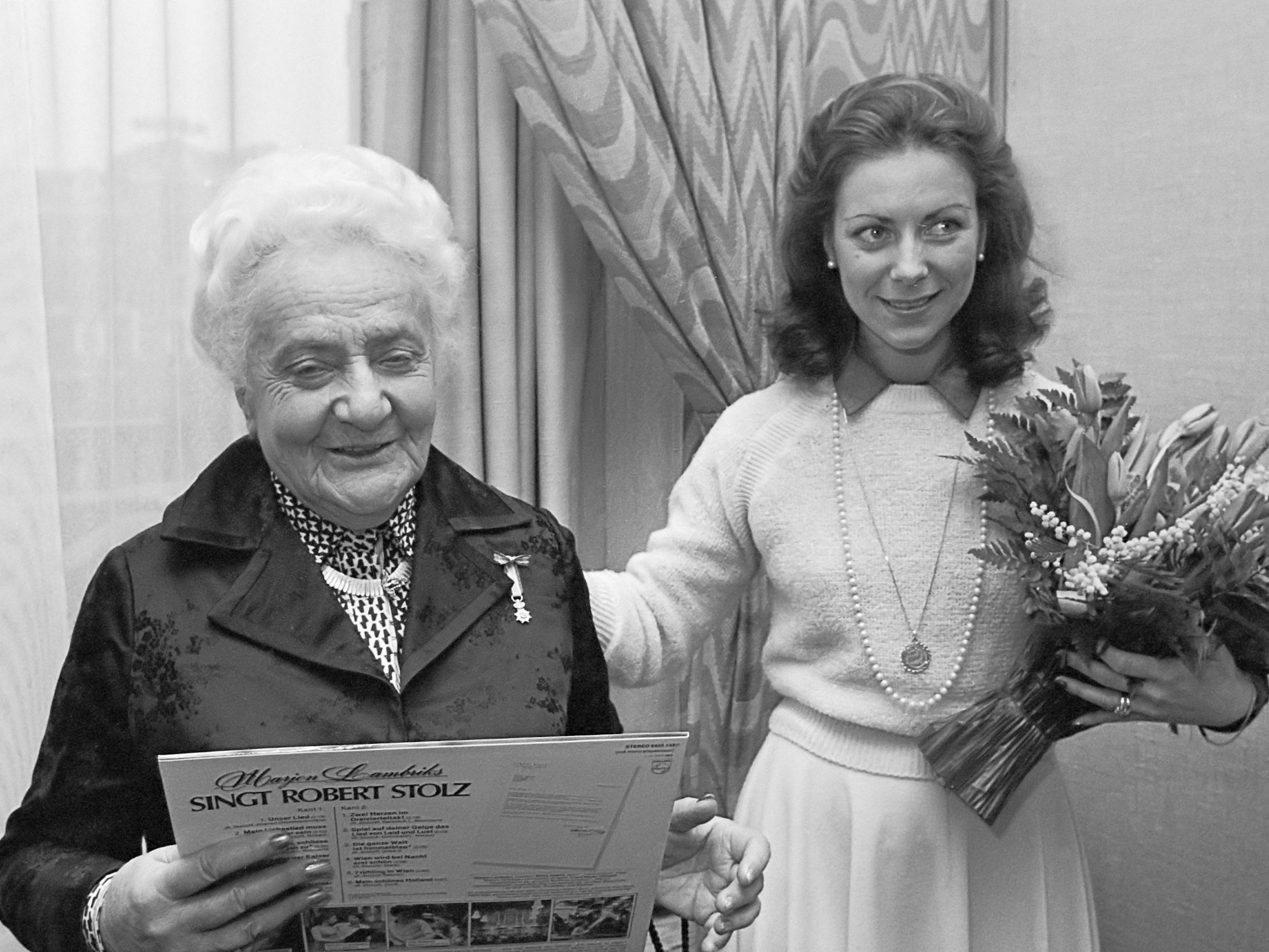
Paula Lindberg und Marjon Lambriks (1980)

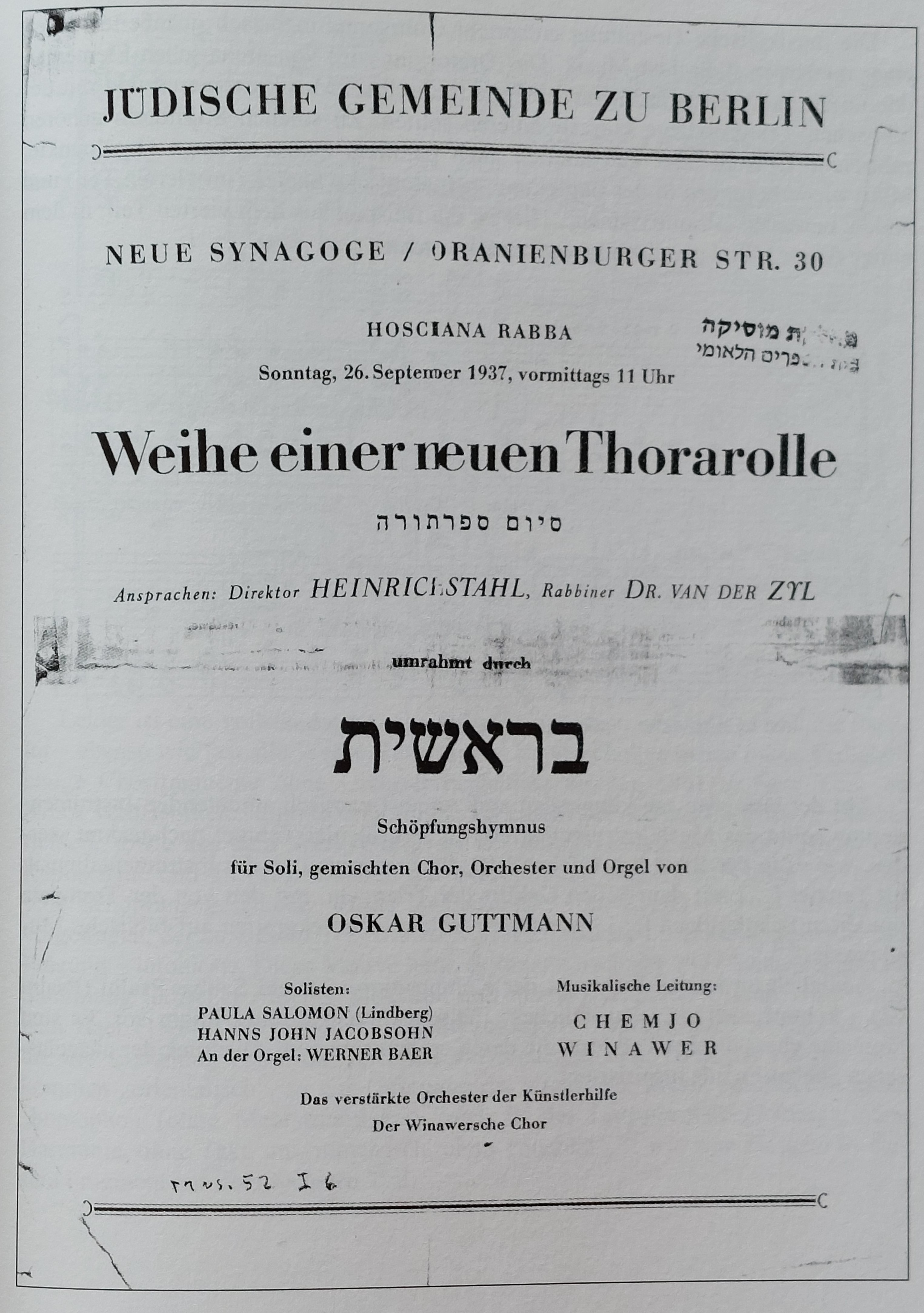
Uraufführung von Oskar Guttmanns B'reschith (1937)

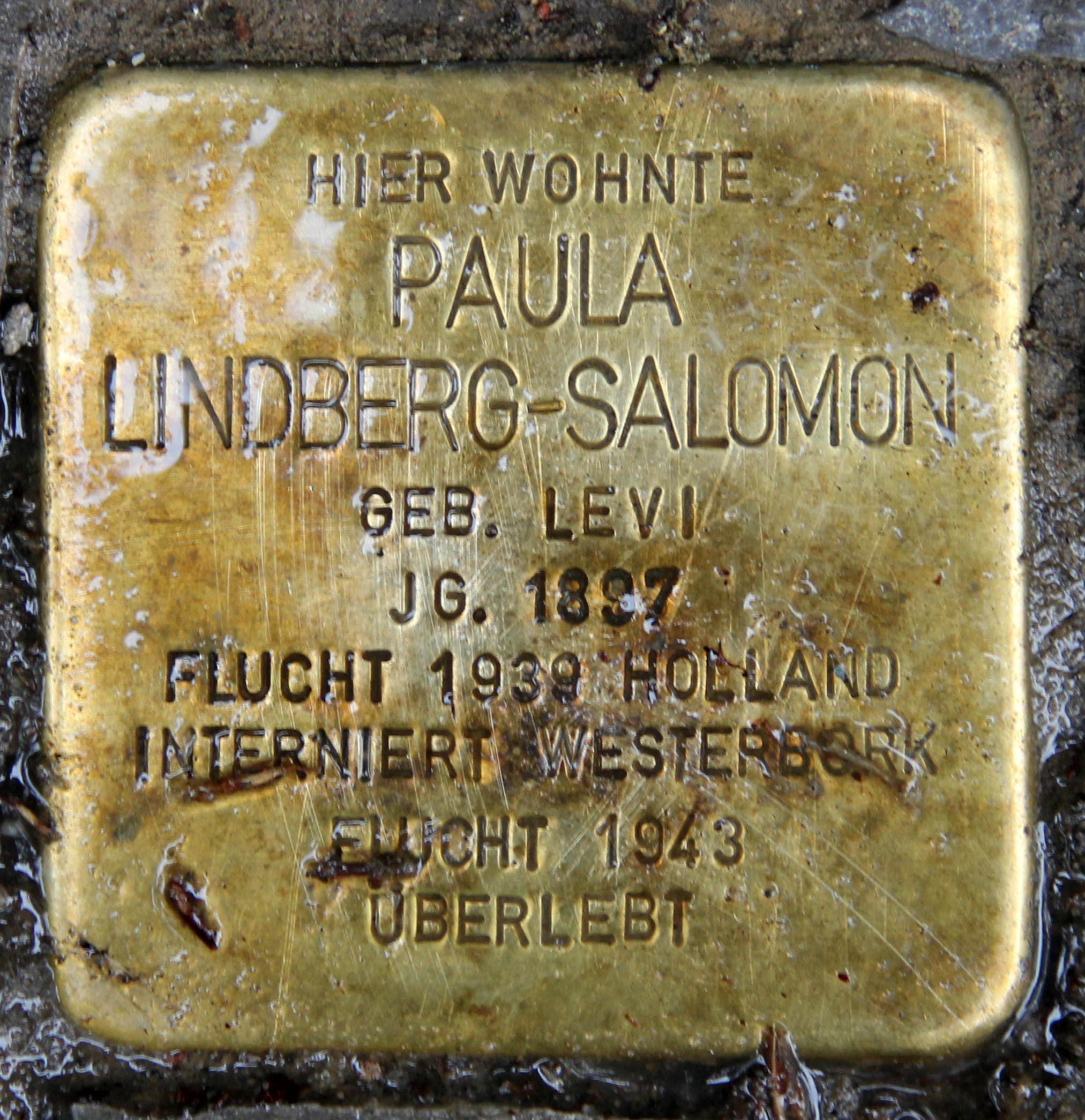
Stolperstein, Wielandstraße 15, in Berlin-Charlottenburg

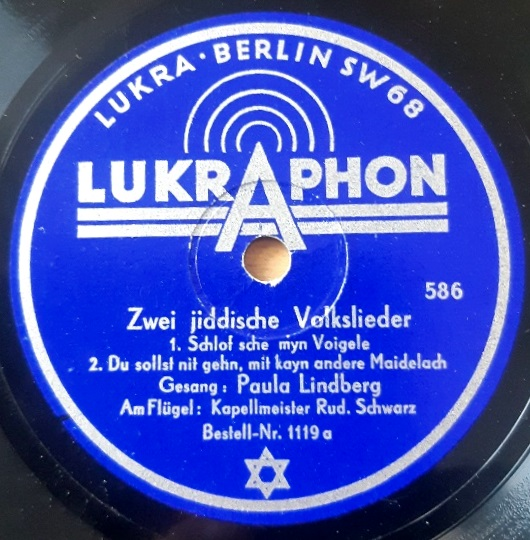
Schallplatte von Paula Salomon-Lindberg (Berlin 1935)

Paula Salomon-Lindberg, geb. Levi (* 21. Dezember 1897 in Frankenthal; † 17. April 2000 in Amsterdam) war vor dem Zweiten Weltkrieg eine international bekannte klassische Sängerin (Alt). Sie war auf Kunstlied, Oratorium und Kantate spezialisiert, widmete sich aber sporadisch auch der Oper.

## Eltern
Paula Salomon-Lindberg hieß ursprünglich Paula Levi. Ihr Vater war der jüdische Religionslehrer und Chasan Lazarus Levi, der als Sänger einen besonderen Ruf, weit über die Stadt Frankenthal hinaus, hatte. Er wurde am 16. Juli 1862 in Eckardroth geboren und kam 1896 nach Frankenthal, das damals zu Bayern gehörte. Am 9. März 1897 heiratete er in Frankenthal Sophia Mayer, die am 29. Dezember 1872 in Frankenthal geboren worden war. Aus der Ehe ging als einziges Kind die Tochter Paula hervor. Lazarus Levi starb am 17. November 1919, seine Ehefrau am 26. November 1930, beide in Frankenthal. Das Grab auf dem neuen Judenfriedhof in Frankenthal ist heute noch erhalten.

## Leben
Ihre Ausbildung erhielt Paula Salomon-Lindberg hauptsächlich in Mannheim und Berlin durch Julius von Raatz-Brockmann. Kontrapunkt lernte sie bei Ernst Toch. Sie wurde in den 1920er Jahren bekannt und trat hauptsächlich in Werken der Barockzeit wie J.S. Bachs Matthäus-Passion, Händels Messias, aber auch in moderneren Werken wie Gustav Mahlers Lied von der Erde, auf. 1929 gastierte sie im Grand Théâtre de Genève in Genf. Zwischen 1930 und 1933 sang sie die Altpartien bei den Aufführungen der Bach-Kantaten in der Leipziger Thomaskirche. Am 4. September 1930 heiratete sie in Frankenthal den Chirurgen Albert Salomon, wurde damit Stiefmutter der Malerin Charlotte Salomon und trat fortan unter dem Namen Paula Lindberg-Salomon anstatt unter Paula Lindberg auf. Sie war mit zahlreichen Persönlichkeiten wie Siegfried Ochs, Kurt Singer, Erich Mendelsohn, Alfred Einstein, Paul und Rudolf Hindemith sowie Albert Schweitzer befreundet, und ihr Haus wurde zum häufigen Treffpunkt musisch-geselliger Abende. Ausgestattet waren die Räumlichkeiten mit einer kleinen Kunstsammlung die von etwa 1928 bis 1935 angelegt wurde, u. a. mit Werken von Theodoor van Loon, Gustav Schönleber und Ambrosius Bosschaert.
Nach Auftrittsverboten 1933 sang sie noch bis 1937 für den Jüdischen Kulturbund Berlin, welchen sie mit aufbaute, unter der Leitung von Kurt Singer. Unter anderem trat sie hier mit der Pianistin Grete Sultan auf. Ab 1935 nahm sie Unterricht bei dem Gesangslehrer Alfred Wolfsohn. Durch entschlossenes Auftreten und viele Behördengänge konnte sie die Entlassung ihres 1938 infolge der Reichspogromnacht inhaftierten Ehemanns aus dem KZ Sachsenhausen erreichen. In der Künstlerhilfe setzte sie sich auch für andere gefährdete Personen ein und konnte vielen von ihnen die Emigration ermöglichen. 1939 floh sie mit ihrem Mann nach Amsterdam, wo beide 1943 im Konzentrationslager Westerbork interniert wurden, später aber flüchten und die Besatzungszeit bis 1944 versteckt überleben konnten.
Nach dem Krieg lebte Paula Lindberg-Salomon in den Niederlanden, konnte sich problemlos in das niederländische Konzertleben einfügen und war am Amsterdamer Musiklyzeum und bei den Sommerkursen des Mozarteums in Salzburg als Gesangslehrerin tätig. 1947 reiste sie mit ihrem Mann nach Südfrankreich, wo ihnen die Bilder von Charlotte übergeben wurden, welche die beiden 1971 dem Jüdischen Museum in Amsterdam stifteten. Anlässlich einer Ausstellung mit Werken ihrer Stieftochter besuchte sie 1986 Deutschland. 1989 stiftete sie einen nach ihr benannten internationalen Liedwettbewerb, der seither alle zwei Jahre von der Universität der Künste Berlin durchgeführt wird, und den sie bis zu ihrem Tode aktiv betreute. Eine Einteilung bzw. Beurteilung der Menschen nach religiöser oder nationaler Zugehörigkeit lehnte Paula Salomon-Lindberg mit folgenden Worten ab:
„Heute frage ich nicht mehr: Bist du Deutscher, bist du Jude oder Christ? Heute sehe ich in jedem den Menschen.“
Paula Salomon-Lindberg hinterließ Platten für Parlophon und Derby (Berlin 1928–31), darunter Aufnahmen für die Liturgie der jüdischen Reformgemeinde Berlin. 1935 entstanden vier weitere Titel für Lukraphon, die nur innerhalb des Jüdischen Kulturbundes vertrieben wurden.

## Ehrungen
Am 21. April 2012 wurde vor ihrem ehemaligen Wohnhaus, in Berlin-Charlottenburg, Wielandstraße 15, ein Stolperstein für Paula Salomon-Lindberg verlegt.